# Fanø Krogaard
Fanø Krogaard er en dansk kro og hotel beliggende i Nordby på Fanø. Kroen blev kongelig privilegeret landevejskro i 1664, og er en af de ældste i landet.